# Französisch-Westflämisch
Französisch-Westflämisch (Eigenbezeichnung Fransch Vlaemsch, niederländisch Frans-Vlaams,  französisch flamand français, wörtl. Französisch-Flämisch) ist ein Sammelbegriff für verschiedene westflämische Dialekte, die auf dem Gebiet des heutigen Frankreichs gesprochen werden. In der älteren germanistischen Literatur sind diese flämischen Dialekte unter den Bezeichnungen Westhoekflämisch (Eigenbezeichnung Westhoek Vlaemsch) und Südflämisch summiert worden. Im allgemeinen deutschen Sprachgebrauch ist die Bezeichnung „Westhoekflämisch“, neben der Bezeichnung „Flämisch“, am geläufigsten.

## Geschichte

Zweisprachige Ortsnamen und Entwicklung der Sprachgrenze in der Westhoek

Flämische Dialekte werden seit alters her in Französisch-Flandern gesprochen. Heute sprechen noch zwischen 80.000 und 120.000 Menschen in der Region, die sich selbst als Flamen bezeichnen, das sogenannte Westhoekflämische. Es handelt sich um keine einheitliche Sprache, sondern um mehrere Mundarten, die über die Landesgrenze hinweg nahtlos in die benachbarten westflämischen Dialekte Belgiens übergehen.
Bei den französischen Flamen ist seit 1853 das Schulwesen rein französischsprachig. Der Gebrauch des Flämischen als Unterrichtssprache in den Schulen wurde 1880 offiziell untersagt.
Im Westhoekflämischen bestand ein bescheidenes Schrifttum, das von dem 1853 gegründeten Comité flamand de France gefördert wurde. Da die moderne niederländische Standardsprache nie als Schriftsprache im französischen Westhoek eingeführt worden ist, hat sich hier eine Orthografie erhalten, die sich an dem Anfang des 19. Jahrhunderts im belgischen Flandern eingeführten Südniederländisch orientiert.
Das Westhoekflämische gilt heute als dachloser Dialekt des Niederländischen, der einen großen Anteil seines Grundwortbestandes aus dem Mittelniederländischen übernommen hat und zudem stark vom Französischen beeinflusst ist. Seit den 1920er Jahren gibt es Bestrebungen, sich am modernen Standardniederländischen zu orientieren. Nach dem Ende des Zweiten Weltkrieges wurde der kulturtragende Vlaamsch Nationaal Verbond aufgelöst. Als 1951 die Loi Deixonne (Deixonne-Gesetz) über die Minderheitensprachen Frankreichs verabschiedet wurde, wurden zwar erstmals mehrere Regionalsprachen als fakultative Schulfächer festgelegt (Baskisch, Bretonisch, Katalanisch, Okzitanisch); hingegen blieben Flämisch, Korsisch und Elsässisch zunächst ausgeschlossen, da man sie als Dialekte einer Standardsprache (Niederländisch, Italienisch bzw. Deutsch) und somit nicht als potentielle Schriftsprache betrachtete.
Heute treten kleine belgische Wanderbühnen in Westhoek-Flandern auf und fördern damit dort indirekt den Bestand der niederländischen Sprache.

## Sprachprobe
„’t Vlaemsch en is niet geleerd in de schoolen van Fransch-Vlaenderen, ’t is eene schande voor d’overheid van der rechten der Vlaemsche kinders zoo te ontkennen. (…)“

## Wörterverzeichnis
Hierunter steht eine Liste mit französisch-westflämischen Wörtern (und Übersetzungen):
- een lytje‚ ein bisschen
- d’elde‚ die Epoche
- beien‚ warten (gegenüber wfläm. wachten)
- zeuren‚ falschspielen
- een lofting‚ ein Garten (gegenüber wfläm. hof)
- een aendeloebe‚ eine Ente (gegenüber wfläm. kwelker)
- den rik‚ der Rücken
- bezien‚ trachten
- vry‚ schön (gegenüber wfläm. schoone)
- boos‚ klug
- droef‚ böse
- een kokkemaere‚ ein Albtraum (aus Picardisch cauquemar; ebenso Französisch cauchemar)
- een klinkebelle‚ ein Glöckchen
- de leuringe van den avend, Abenddämmerung
- zoeteboomtei‚ Süßholz-Tee
- kavermyne‚ Kamille
- tullepooize‚ Tulpe
- kaffiemuuzel‚ Stoff-Kaffeefilter